# 朱紳
朱紳（1424年—1494年），字大用，晚年自号“逃竽野人”，陝西河州衛軍民指揮司人，軍籍，明朝政治人物。進士出身。

## 生平
明正统十二年（1447）丁卯科陝西鄉試第十六名。景泰五年（1454年）甲戌科會試第一百九十六名，殿試登進士第三甲第六十八名。授江西道监察御史。成化元年（1465年）二月，升浙江按察司副使。八年四月升浙江按察使。十四年九月升贵州左布政使。二十年正月，以老疾致仕，居家十年，于弘治七年（1494年）卒，年七十一。有《逃竽庵记》《送二守吕侯思朝致政还乡诗》传世（嘉靖《河州志》卷四有刊）。

## 家族
曾祖朱齊。祖父朱通。父亲朱文。